# Йонне, Поль
По́ль Йонне́ (фр. Paul Yonnet, 1948, XIV округ Парижа — 19 августа 2011, Вильжюиф) — французский социолог. Выступал также как публицист, сотрудничал с журналом Le Débat.

## Научные интересы
Изучал социологию в Университете Кан Нижняя Нормандия и Университете Тулуза 1, был учеником Клода Лефора. Основные труды Йонне были посвящены массовой культуре, социологии спорта (в том числе, альпинизма), труда и досуга, моды, проблемам современной семьи и детства. Его книги переведены на ряд европейских языков.
Скончался от рака.

## Труды
- 1985: Jeux, modes et masses
- 1993: Voyage au centre du malaise Francais: l’antiracisme et le roman national
- 1998: Systemes des sports
- 1999: Travail, loisir: temps libre et lien social
- 2003: Francois Mitterrand le phenix
- 2003: La montagne et la mort
- 2004: Huit lecons sur le sport
- 2005: Le recul de la mort; l’avènement de l’individu contemporain
- 2009: Le testament de Céline
- 2010: Regards sur le sport